# West Lafayette (Ohio)
West Lafayette és una població dels Estats Units a l'estat d'Ohio. Segons el cens del 2000 tenia 2.313 habitants.

## Demografia
Segons el cens del 2000, West Lafayette tenia 2.313 habitants, 909 habitatges, i 616 famílies. La densitat de població era de 1.353,1 habitants per km².
Dels 909 habitatges en un 34,5% hi vivien nens de menys de 18 anys, en un 50,8% hi vivien parelles casades, en un 14,4% dones solteres, i en un 32,2% no eren unitats familiars. En el 27,4% dels habitatges hi vivien persones soles el 14% de les quals corresponia a persones de 65 anys o més que vivien soles. El nombre mitjà de persones vivint en cada habitatge era de 2,46 i el nombre mitjà de persones que vivien en cada família era de 2,98.
Per edats la població es repartia de la següent manera: un 26,7% tenia menys de 18 anys, un 9,6% entre 18 i 24, un 27,8% entre 25 i 44, un 19,5% de 45 a 60 i un 16,6% 65 anys o més.
L'edat mediana era de 36 anys. Per cada 100 dones de 18 o més anys hi havia 81,2 homes.
La renda mediana per habitatge era de 29.870 $ i la renda mediana per família de 38.333 $. Els homes tenien una renda mediana de 29.205 $ mentre que les dones 20.341 $. La renda per capita de la població era de 14.913 $. Aproximadament el 5,7% de les famílies i el 8,1% de la població estaven per davall del llindar de pobresa.

## Poblacions més properes
El següent diagrama mostra les poblacions més properes.